# هاینر فلاسبک
هاینر فلاسبک (Heiner Flassbeck) (زادهٔ ۱۲ دسامبر ۱۹۵۰)، اقتصاددان و روشنفکر عامه اهل آلمان بود. او از ۱۹۹۸ تا ۱۹۹۹ میلادی به عنوان معاون وزیر دارایی آلمان فدرال (آلمانی: Bundesministerium der Finanzen) خدمت نموده و در این سمت او همچنین به وزیر دارایی پیشین، اسکار لافونتین در رابطه با اصلاح سیستم پولی اروپا مشورت می‌داد. او در ژانویه ۲۰۰۳ به عنوان رئیس بخش اقتصاد کلان و توسعه در کنفرانس تجارت و توسعه سازمان ملل متحد (UNCTAD) در ژنو انتخاب شده و تا زمان بازنشستگی‌اش در پایان ۲۰۱۲ میلادی به علت بالا رفتن سن، در این سمت باقی ماند.

## زندگی
هاینر فلاسبک از ۱۹۷۱ تا ۱۹۷۶ میلادی در دانشگاه زارلاند در رشته اقتصاد آموزش دید. در این مدت، او به عنوان دستیار ولفگنگ ستوتزیل، با تأکید بر مسائل ارز، کار کرد. پس از آن تا ۱۹۸۰ میلادی، او به عنوان کارمند شورای متخصصین اقتصادی آلمان خدمت کرد. او در ۱۹۸۷ میلادی مدرک دکترا (Dr. rer. pol) را از دانشگاه آزاد برلین با اتمام رساله ذیل به‌دست‌آورد: قیمت‌ها، بهره و نرخ ارز. در مورد نظریه اقتصاد باز در نرخ‌های انعطاف‌پذیر ارز (آلمانی: Preise, Zins und Wechselkurs. Zur Theorie der offenen Volkswirtschaft bei flexiblen Wechselkursen).
او از ۱۹۸۰ میلادی به بعد در وزارت اقتصاد و فناوری فدرال مشغول کار بود و در ۱۹۸۶ میلادی به مؤسسه پژوهش اقتصادی آلمان (آلمانی: Deutsches Institut für Wirtschaftsforschung, DIW) در برلین رفت و به کار روی بازار کار و تحلیل چرخه کسب‌وکار و مفاهیم سیاست اقتصادی پرداخت. در ۱۹۹۰ میلادی، او رئیس بخش چرخه کسب‌وکار این مؤسسه شد.
پس از تغییر حکومت در اکتبر ۱۹۹۸، او در کابینه نخست شرودر به عنوان معاون وزارت دارایی آلمان گماشته شد. او به وزیر پیشین دارایی اسکار لافونتین، کسی که می‌خواست یکجا با وزیر دارایی فرانسه دومینیک استروس-کان یک سیاست مالی و سیاست پولی کینزی را در سطح اتحادیه اروپا اعمال نموده و سیستم پولی بین‌المللی را اصلاح نمایند، مشاوره می‌داد. پس از این‌که اسکار لافونتین در مارس ۱۹۹۹ از وزارت دارایی استعفا داد، کار فلاسبک نیز به عنوان معاون وزارت در آوریل ۱۹۹۹ پایان یافت.
متعاقب آن او برای مدتی به عنوان پژوهش‌گر اقتصادی و یک متخصص به‌طور آزاد کار کرد. از نوامبر ۲۰۰۰ تا دسامبر ۲۰۰۲ او به عنوان اقتصاددان ارشد در کنفرانس تجارت و توسعه سازمان ملل متحد (UNCTAD) خدمت نمود. از ژانویه ۲۰۰۳ الی زمان بازنشستگی‌اش او به عنوان اقتصاددان ارشد، رئیس بخش اقتصاد کلان و توسعه UNCTAD و از اوت ۲۰۰۳ به عنوان رئیس بخش استراتژی‌های جهانی‌شدن و توسعه مشغول خدمت بود.
دانشکده اقتصاد و علوم سیاسی دانشگاه هامبورگ در مارس ۲۰۰۵ فلاسبک را به عنوان استاد افتخاری گماشت.

## مواضع سیاست اقتصادی
فلاسبک در اوایل حرفه علمی خود در دهه ۱۹۸۰ میلادی، به‌ویژه روی پرسش‌های نظریه تجارت خارجی (حوزه‌ای از اقتصاد بین‌الملل) و سیاست پولی متمرکز بود. او در اثر خود تحت عنوان تجارت آزاد، موافقت‌نامه عمومی تعرفه و تجارت (GATT) و سیستم بین‌المللی ارز (آلمانی: Freihandel, GATT und das internationale Währungssystem. 1985)، جستاری برای تعریف مجدد از مزایای تجارت آزاد بر مبنای نظریه جدید تجارت ارایه کرد. در چارچوب یک سیستم نرخ ارز انعطاف‌پذیر، نمی‌توان میان حمایت‌گرایی و تجارت آزاد تصمیم گرفت و علاوه بر آن نمی‌توان به آزادی ملی مطلوب در بخش سیاست پولی دست یافت. در رساله ۱۹۸۸ خود تحت عنوان قیمت‌ها، بهره و نرخ ارز، او از «نرخ ارز کاملاً ثابت» به عنوان تنها راه‌حلی یاد کرد که می‌تواند تعادل مؤثر و مستمر در اقتصاد جهانی و ثبات قیمت‌های بیرونی را تضمین نماید. از نظر فلاسبک، تأثیرات ناشی از افزایش و کاهش ارزش پول ملی در سیستم نرخ انعطاف‌پذیر ارز، مساوی به دخالت دولت طبق لزوم‌دید آن بوده و به اندازهٔ یک عامل بیرونی محسوب می‌شود که تغییرات ناشی از عوامل غیر-بازار در نرخ ارز یک عامل بیرونی پنداشته می‌شود.
فلاسبک موضع خود در مورد سیاست اقتصادی را همراه با اقتصاددان فریریکی اسپیکر در کتاب مشترک‌شان، پایان بیکاری گسترده (آلمانی: German: Das Ende der Massenarbeitslosigkeit, 2007) اظهار داشت. او علت رشد ضعیف و بیکاری گسترده چندین ساله آلمان را نتیجه پیشرفت فناوری، جهانی‌شدن یا مزدهای بسیار بلند نمی‌داند، بلکه آن‌ها را پیامد سیاستی می‌داند که مبتنی بر تقاضا نیست. از آن به بعد، فلاسبک از یک سیاست اقتصادی که از اصول ابتدائی اقتصاد کینزی پیروی نماید دفاع نموده و مدعی ایجاد «اصلاحات فکری» است. پس از نخستین پیامدهای شدید بحران مالی ۲۰۰۷، او کتاب خود را منتشر کرد: ناکام شد. چرا سیاست به اقتصاد تسلیم می‌شود (آلمانی: Gescheitert. Warum die Politik vor der Wirtschaft kapituliert. مارس ۲۰۰۹). در این کتاب، او کوتاهی‌های که سیاست اقتصادی آلمان در جریان اتحاد آلمان داشته‌است و پیوستن دوباره آن به اتحادیه پولی اروپا را برجسته می‌سازد. او بحران اقتصادی را به یک سیاست ساختاری-محافظه‌کارانه که متمرکز بر منافع اقتصادی فردی (اقتصاد خرد) است تقلیل داده و از آن به عنوان مبنای برای زیر سؤال بردن اقتصاد بازار استفاده نمود.
کتاب فلاسبک، اقتصاد بازار قرن ۲۱ام (آلمانی: German: Die Marktwirtschaft des 21. Jahrhunderts) در سپتامبر ۲۰۱۰ منتشر شد: در این کتاب، تکان‌ها و بحران‌های اقتصادی یک امر معمول در نظام اقتصاد بازار پنداشته شده و دوره‌های ثبات اقتصادی موارد استثنای گفته شده‌است. این بازار، به یک نظام پولی بین‌المللی شبیه آنچه قبلاً به‌طور ابتدایی در اوایل دوره پسا جنگ در سیستم برتون وودز وجود داشت، نیاز داشت. در کتاب اقتصاد بازار قرن ۲۱ام، برای هر مشکلی باید راه‌حل‌های بدون انتها جستجو شود که این راه‌حل‌ها یا توسط بازار یا توسط دولت تحمیل می‌گردد. بهره، نرخ ارز و قیمت‌های منابع طبیعی به‌طور واضح منوط به کنترل قیمت از جانب دولت در سطح بین‌المللی است. در یک سیستم کنترل نشده بازار مالی که از اوایل دهه ۱۹۸۰ به بعد وجود دارد، روش تعیین قیمت توسط نیروی تقاضا و عرضه از قبل به حالت تعلیق درآمده است – از این‌رو در این‌گونه یک سیستم، بازار به معنی کلاسیک وجود نداشته‌است.
جدیدترین اثر فلاسبک، ده افسانه بحران (آلمانی: Zehn Mythen der Krise. 2012)، به‌طور برجسته شامل ارزیابی سیاسی از حوزه مالی – و بحران مالی منطقه یورو بوده و همچنین پیش‌بینی می‌نماید که نائل شدن به «روشن‌گری» ("Aufklärung") اقتصادی تا زمانی ممکن نیست که یک بحران مالی جدید در آینده رخ ندهد.

### پس‌انداز و سرمایه‌گذاری
فلاسبک به این بینش که یک اقتصاد ملی نمی‌تواند پس‌انداز کند، نقش عمده‌ای می‌دهد: درک عمومی از این مسئله که یک اقتصاد ملی می‌تواند پس‌اندازهای خالص کسب کند، یعنی در جریان یک مدت زمانی مشخص پول را پس‌انداز نموده و این پول پس‌انداز شده را در یک دوره زمانی دیگر در آینده سرمایه‌گذاری نماید، غلط بود. این طرز فکر فلاسبک از نتایج میکانیک ترازها که توسط اقتصاددان آلمانی ولفگنگ ستوتزیل ارایه گردید، پیروی می‌کند. پس‌انداز یک واحد اقتصادی فعلی، به‌طور اجتناب‌ناپذیری منتهی به از دست دادن درآمد یک واحد دیگر می‌شد. در حال حاضر، یک شخص در اقتصاد نمی‌تواند عرضه داشته باشد. مخارجی که انجام نشده‌اند، به همان اندازه خود به یک زمان دیگر محول می‌شوند. چون مجموع عایدات، یعنی درآمدهای تمامی واحدهای اقتصادی با تمامی هزینه‌ها، یعنی تقاضای کلی واحدهای اقتصادی، مساوی است، از این‌رو درآمد در آینده کاهش می‌یابد. عایدی که در یک دوره زمانی به‌دست می‌آید باید «همیشه» مورد استفاده قرار گیرد. با تشبیه پس‌انداز به «اندوختن زمان» که البته نمی‌شود زمان را اندوخت، پس‌انداز به معنی عدم-استفاده در هیچ اقتصادی وجود ندارد. سرمایه‌گذاری‌های امروزی شرط ساختن سرمایه است، نه بر عکس. هر دو مقدار تنها در بررسی‌های روی‌داد-گذشته، مساوی بودند.
از نظر فلاسبک، بیشتر استدلال‌های غلط اقتصادی امروزی را می‌توان بر مبنای نادانی مردم و سیاست‌گذاران اقتصادی نسبت به تفاوت نظریه واحد اقتصاد کلی و اقتصاد فردی، تحلیل نمود. به عنوان مثال، بدهی ملی به اشتباه به معنی بدهی نسل‌های آینده درک می‌گردد، درحالی که رفاه یک کشور در واقع تنها بر مبنای سرمایه سهمی آینده آن تعیین می‌گردد و از این‌رو این ماشین‌آلات و تسهیلات فعلی همراه با سطح دانش جمعیت و سرمایه اجتماعی این کشور است (که ثبات اساسی جامعه را تشکیل می‌دهد). در سطح اقتصاد کلان، بدهی تنها زمانی مشکل ساز می‌شد که به‌طور خالص در سکتور وجود می‌داشت.

### سیاست پولی، مالی و دستمزد
فلاسبک نیازی به هماهنگی میان سیاست پولی، سیاست دستمزد و سیاست مالی می‌بیند. از نظر او، سیاست مالی تأثیر برجسته‌ای بر رشد و اشتغال داشته و کوتاه آمدن این سیاست در حفظ ثبات قیمت را رد می‌کند. او اذعان می‌کند که پول‌گرایی نتوانست تورم را با عرضه پول کنترل کند. این رویکرد در دهه ۱۹۸۰ میلادی توسط برخی بانک‌های فدرال در واکنش به بحران نفت و رکود تورمی که در دهه ۱۹۷۰ با آن حرکت می‌کرد اعمال شد، اما منتج به افت سرمایه‌گذاری و نرخ بالای بیکاری گردید. این رویکرد در دهه ۱۹۹۰ میلادی ترک شد.
فلاسبک روی ویژه بودن سیاست پولی آلمان و اروپا تأکید می‌نماید که در مخالف با اکثریت بانک‌های مرکزی، تأکید آن بر حفظ پول‌گرایی است. فلاسبک اشاره می‌نماید که سیاست پولی بانک فدرال آلمان و بانک مرکزی اروپا (ECB) برای کنترل عرضه پول هیچگاه بر مبنای تولید بالقوه گذشته انجام نشده‌است. اگر رشد اقتصادی از عرضه پول و در نتیجه از تولید ناخالص ملی و مقدار پیش‌بینی شده تولید بالقوه تجاوز نماید، بانک مرکزی اروپا پیش از پیش بانک فدرال آلمان را در یک مسیر محدود قرار می‌دهد، بدون این‌که با تجاوز از نرخ تورم مورد هدف ثبات قیمت‌ها را در خطر قرار دهد. هیچ‌کسی نمی‌تواند تولید بالقوه را از پیش تعیین کند.
فلاسبک همچنین معتقد است که نرخ تورم مورد هدف بانک مرکزی اروپا بیش از حد پایین است و به بلند بودن این نرخ در سایر بانک‌های مرکزی بزرگ اشاره می‌کند. از نظر فلاسبک، سیاست دستمزد باید به‌سوی تنظیم دستمزد بر مبنای اقتصاد کلان عمل کرده و «از نظر توزیع بی‌طرف» باشد. افزایش بهینه در نرخ دستمزد در نتیجه اضافه شدن نرخ تورم و بلندرفتن کارایی کار به‌دست خواهد آمد. از نظر او، تفاهم‌نامه کار در سطح ملی بهترین راه‌حلی است که با اقتصاد بازار سازگاری دارد. این مکانیزم باعث دستیابی به قانون تک قیمت خواهد شد، قانونی که بر اساس آن علی‌رغم نقص‌های بازار کار و عدم تقارن اطلاعات، برای کالاهای همسان قیمت‌های همسان وجود دارد.

### اتحادیه پولی اروپا و بحران
فلاسبک وحدت پولی را اساساً به عنوان یک «اجتماع تورم» می‌پندارد؛ یعنی، تمامی کشورهای عضو یک اتحادیه پولی مجبور می‌بودند تا همان میزان تغییر در قیمت را نشان دهند. این امر تنها در صورت مساوی سازی رشد هزینه واحد کار ممکن می‌بود، به این هدف که رقابت قیمتی تمامی کشورها حفظ گردیده و از مازاد و کمبود بالای حساب جاری خودداری گردد. برای تمامی منطقه یورو، او پیشنهاد می‌کند که تمامی دولت‌ها مجبور بودند از نرخ تورم مطلوب بانک مرکزی اروپا پیروی نمایند. چون آلمان از طریق سیاست «محدودیت مزد» خود از زمان معرفی اتحادیه پولی، به‌طور جدی به این هدف تعیین شده نرخ تورم نرسید، صنعت آلمان در یک محدوده بزرگ به سهم بازار دست یافت که به هزینه سایر کشورهای منطقه اروپا تمام شد. به عنوان راه‌حلی به این مشکل که از نظر او علت اصلی بحران یورو است، او هماهنگی سیاست‌های دستمزد در اتحادیه پولی اروپا را پیشنهاد می‌کند. چون گزینه افزایش و کاهش نرخ ارز به دلیل لغو ارزهای ملی دیگر دسترس نیست، تنها گزینه بدیل کاهش ارزش واقعی در کشورهای دارای کمبود حساب جاری بالا مانند اسپانیا، پرتغال، یونان و ایتالیا و همچنین افزایش ارزش واقعی در آلمان است – که از طریق افزایش بیشتر نرخ دستمزد در آلمان نسبت به سایر کشورهای منطقه یورو، ممکن می‌گردد.

### «معجزه اقتصادی» آلمان
فلاسبک، معجزه اقتصادی (Wirtschaftswunder) آلمان در دهه‌های ۱۹۵۰ و ۱۹۶۰ میلادی را به سیاست اقتصادی لودویگ ارهارد و مفهوم اقتصاد بازار اجتماعی اردولیبرال که او به‌طور غیرکامل اجرا کرد، نسبت داده بلکه این دوره معجزه اقتصادی را به سیاست پولی آمریکا که در جریان سیستم برتون وودز (تا تقریباً ۱۹۷۳ میلادی) تأثیرات شگرفی بر سطح منافع آلمان داشت، نسبت می‌دهد. همچنین، نرخ‌های یک‌نواخت ارز که اغلب بازتاب‌دهنده نرخ پایین مارک-آلمان (ارز قبلی آلمان) بود، به‌طور اساسی در رسیدن به سطح سایر کشورها مفید واقع گردید. به علاوه، فلاسبک رشد اقتصادی آلمان در سال‌های «معجزه اقتصادی» را با سایر کشورها مقایسه نموده و نتیجه‌گیری می‌نماید که نرخ رشد آلمان غربی تنها به‌طور اندکی نسبت به نرخ رشد فرانسه و ایتالیا در دهه ۱۹۵۰ بالاتر بود، اما در دهه ۱۹۶۰ میلادی، این نرخ نسبت به حد میانگین رشد این کشورها بطی تر شده بود. با مقایسه رشد اقتصادی آلمان با رشد اقتصادی ژاپن که به‌طور بسیار اندکی خود را به اقتصاد بازار و رقابت عیار ساخته بود، معجزه اقتصادی بیشتر «شبیه پرسه زدن» بود. تنها انگلستان نتوانسته بود تا با این رشد قاره‌ای اروپا و توسعه ژاپن دست یابد.

## دیدگاه‌ها درمورد سیاست اقتصادی امروزی و بحران اروپا
فلاسبک همواره نظریات خود در مورد سیاست و نظریات اقتصادی را در رسانه‌ها شریک می‌سازد که به‌طور به گونه‌ای با اقتصاد کینزی و به‌ویژه با نظریات یوزف شومپیتر و ویلهلیم لاوتینباتش مطابقت دارد. در آوریل ۲۰۱۰، هنگام مواجه با آغاز بحران پولی که به بحران یورو در آلمان نیز معروف است، او تقاضای نمود تا «فعالیت‌های قماری از فعالیت‌های عادی بازار» در بانک‌ها جدا ساخته شود. وظیفه اداره‌های رتبه‌بندی اعتباری دیگر نباید به سکتور خصوصی واگذار شود. ریاضت اقتصادی که از یونان خواسته شد، غیر واقع بینانه بود؛ مشکل اصلی یونان نبود، بلکه موجودیت عدم‌تر از اقتصادی در منطقه اقتصادی اروپا، به‌ویژه مسئله رقابت در کشورهای اروپای جنوبی، بود.
یک اقتصاد بازار کارا در قرن ۲۱ام دارای نیازها/ضروریات/بایدهای ذیل است:
«نیاز به یک مدیریت جهانی است. جهانی‌شدن مستلزم قواعد جهانی است. کشورهای جی-20 (G-20) قدمی به آن مسیر می‌باشد، هرچند نه بهترین راه حل. گزینه بهتر سازمان ملل متحد است، اما مسائل در آنجا بسیار زمان‌گیر است. به اضافه، اتحادیه پولی اروپا باید نجات داده شود، در غیر آن اتحادیه اروپا نیز از هم خواهد پاشید. سوماً، شرکت تمامی مردم در درون کشورها باید تأمین گردد. دستمزدها باید افزایش یابد – به همان اندازه که کارایی افزایش می‌یابد. در رابطه با محافظت از جو زمین، قیمت نفت نباید دیگر بر مبنای گمان تعیین گردد – قیمت نفت باید از سیستم بازار خارج کرده شده و به‌طور فراملی تحت کنترل آورده شود».
فلاسبک در ماه می ۲۰۱۳ نوشت، در گفتمان سیاسی سرکوب گزینه خارج کردن یورو غیر مسئولانه بود و این‌که آلمان بدون شک از سناریوی اخراج یورو شدیداً متأثر خواهد شد. در رابطه به راه‌حل‌های ممکن برای حل بحران مالی منطقه یورو، او تقاضا نمود تا آلمان موضع خود را به‌طور بنیادی تغییر دهد تا شیب رقابت در منطقه اروپا کاهش یابد.
در مصاحبه‌ای با شبکه ان-تی‌وی، زمانی که از فلاسبک پرسیده شد، آیا دولت در بحران یورو عمل‌کرد موفقیت‌آمیز خواهد داشت، او پاسخ داد:
«هیچ چیزی در روال اقتصادی داخلی اتفاق نه‌اتفاده است. ما سایر کشورها را به سمت دیوار کشانده‌ایم. مشتریان ما در حال رفتن به‌سوی کسادی هستند… من نمی‌دانم اگر کسی می‌تواند این را موفقیت بخواند».